# Encinas de Abajo
Encinas de Abajo ist ein westspanischer Ort und eine Gemeinde (municipio) mit 619 Einwohnern (Stand: 2024) in der Provinz Salamanca in der Region Kastilien und León. Neben dem Hauptort Encinas de Abajo gehört die Ortschaft Cilloruelo zur Gemeinde. 

## Lage und Klima
Die ca. 795 m hoch gelegene Gemeinde Encinas de Abajo befindet sich im Süden der altkastilischen Hochebene (meseta). Der Río Tormes begrenzt die Gemeinde im Westen. Die Stadt Salamanca ist knapp 19 km in westnordwestlicher Richtung entfernt. Die Autovía A-50 von Salamanca nach Ávila führt durch die Gemeinde.
Das Klima im Winter ist durchaus kühl; die geringen Niederschlagsmengen fallen – mit Ausnahme der nahezu regenlosen Sommermonate – verteilt übers ganze Jahr.

## Bevölkerungsentwicklung
| Jahr      | 1970 | 1981 | 1991 | 2001 | 2011 | 2021 |
| Einwohner | 894  | 770  | 765  | 659  | 624  | 617  |

## Sehenswürdigkeiten
- Dominikuskirche (Iglesia de Santo Domingo de Guzmán)

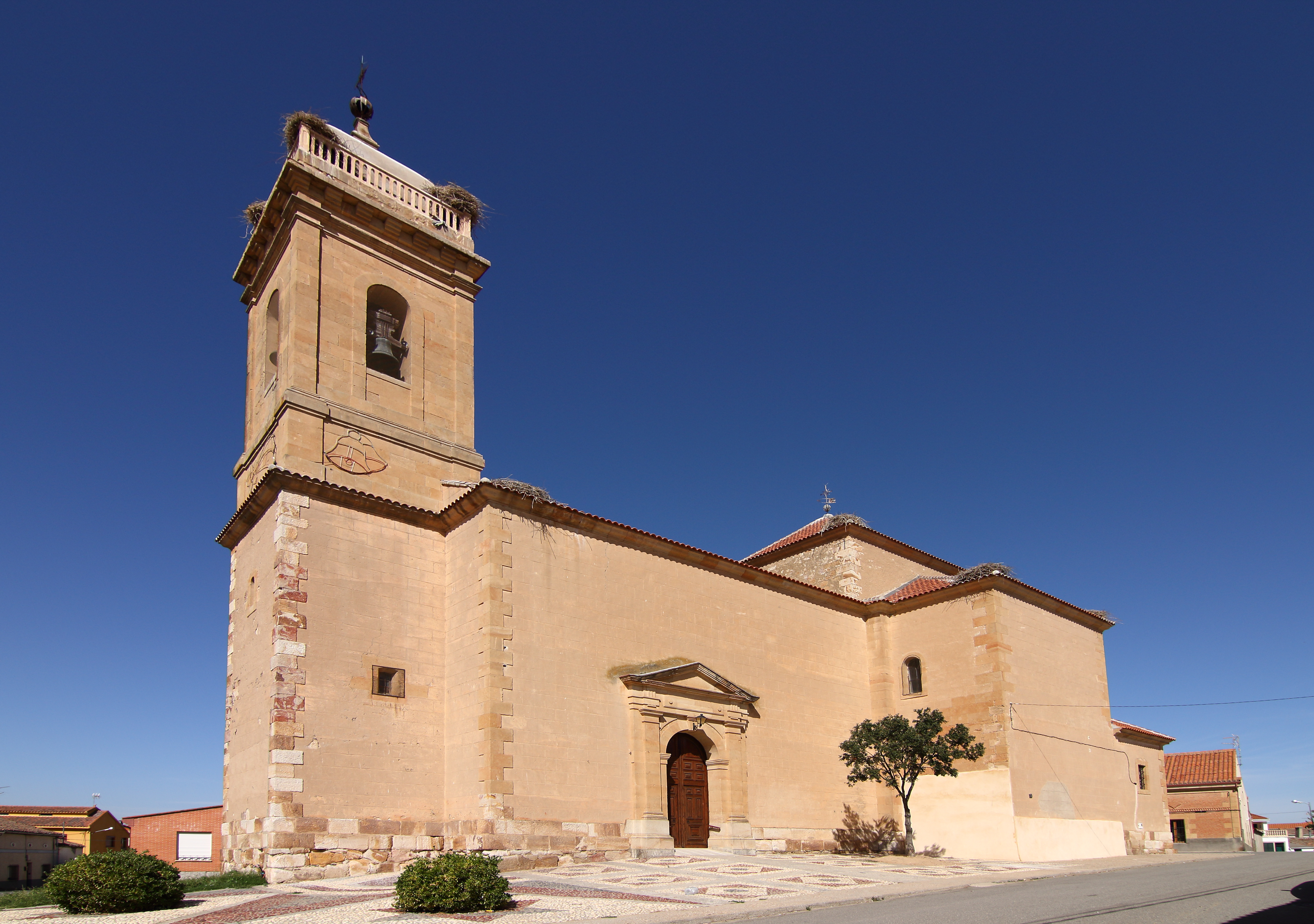
Dominikuskirche
Rathaus